# MELODY/shining★star
「MELODY/shining★star」（メロディ/シャイニングスター）は、読者参加型企画である『シスター・プリンセス』シリーズよりメディアミックスされたゲーム『Sister Princess』の主題歌が収録された、声優ユニット・SISTER PRINCESSの1枚目のシングルである。2001年1月24日、ランティスより発売された。

## 概要
PS版ゲーム1作目『Sister Princess』の主題歌を収録している。『シスター・プリンセス』シリーズで最初に発売されたシングルである。歌っているのは、主要キャラクター12人による声優ユニット・SISTER PRINCESS（桑谷夏子、望月久代、小林由美子、堀江由衣、千葉千恵巳、柚木涼香、横手久美子、神崎ちろ、川澄綾子、かかずゆみ、半場友恵、水樹奈々）。ゲーム版のCDとなるため、歌っている名義は「SISTER PRINCESS」となる。（アニメ版の場合は「Sister Princess」名義。）

## 収録曲
1. MELODY [4:15]
  - 作詞：谷口正明、作・編曲：伊藤真澄
  - ゲーム『Sister Princess』オープニングテーマ
2. shining★star [4:48]
  - 作詞：椎名可憐、作曲・編曲：伊藤真澄
  - ゲーム『Sister Princess』エンディングテーマ
3. MELODY（off vocal ver.）
4. shining★star（off vocal ver.）

## 収録作品
- Sister Princess OriginalSoundtrack PLUS（2001年3月21日発売）

### ユニットメンバー
1. 1 2  桑谷夏子、望月久代、小林由美子、堀江由衣、千葉千恵巳、柚木涼香、横手久美子、神崎ちろ、川澄綾子、かかずゆみ、半場友恵、水樹奈々